# Georg Schreiber (Politiker)

Georg Schreiber

Georg Schreiber (* 5. Januar 1882 in Rüdershausen bei Duderstadt; † 24. Februar 1963 in Münster) war ein deutscher Kirchenhistoriker und Wissenschafts- und Kulturpolitiker (Zentrumspartei). Er war in der Weimarer Republik Abgeordneter im Deutschen Reichstag, dem er von 1920 bis 1933 angehörte.

## Leben
Georg Schreiber wurde in eine Försterfamilie hineingeboren und besuchte das Gymnasium Josephinum Hildesheim, das er 1901 mit dem Abitur abschloss. Danach studierte er Katholische Theologie, Geschichte und Rechtswissenschaften an der Universität Münster und der Universität Berlin. 1901 trat er der katholischen Studentenverbindung Unitas Frisia bei. Im darauf folgenden Jahr wurde er zum Vorsitzenden des Studentenausschusses der Universität Münster gewählt. Am 7. April 1905 empfing er in Hildesheim die Priesterweihe. Er wurde 1909 in Berlin zum Doktor der Philosophie promoviert und 1913 in Freiburg im Breisgau zum Doktor der Theologie. Er habilitierte sich im selben Jahr noch an der Universität Münster.
Schreiber lehrte als etatmäßiger außerordentlicher Hochschulprofessor von 1915 bis 1917 für Kirchenrecht, Staatsrecht und Verwaltungsrecht an der Philosophisch-theologischen Hochschule Regensburg. Danach wechselte er wieder nach Münster und war dort von 1917 bis 1935 und von 1945 bis 1951 ordentlicher Professor für mittlere und neuere Kirchengeschichte und historische Caritaswissenschaft an der Katholisch-Theologischen Fakultät der Universität. 1927 gründete Schreiber die Forschungsstelle für Auslanddeutschtum und Auslandkunde in Münster, 1929 eine Auswandererberatungsstelle in Münster und 1933 das „Deutsche Institut für Volkskunde e. V.“ in Münster. Die Juristische Fakultät der Ruprecht-Karls-Universität Heidelberg verlieh ihm 1928 die Ehrendoktorwürde.
Daneben betätigte er sich als Wissenschafts- und Kulturpolitiker für die katholische Deutsche Zentrumspartei. Für diese saß Schreiber von 1920 bis 1933 im Reichstag. Eine seiner Schwerpunkte in der Arbeit als Politiker war die Kulturpolitik. Er arbeitete am sogenannten Preußenkonkordat des Jahres 1929 mit und konnte so nicht nur in der Reichskirchen-, sondern auch in der Reichskulturpolitik starke Impulse setzen. Er engagierte sich zudem für den wissenschaftlichen Nachwuchs und für eine Verstärkung der Auslandsbeziehungen deutscher Hochschulen. Schreiber war von 1926 bis 1933 Senator der Kaiser-Wilhelm-Gesellschaft, später Senator und Ehrensenator der Max-Planck-Gesellschaft. 1929 wurde er Ehrenmitglied des Archäologischen Instituts des Deutschen Reiches.
Am 2. April 1935 wurde er von der nationalsozialistischen Herrschaft an das Lyceum Hosianum in Braunsberg in Ostpreußen zwangsversetzt. Er konnte diese Abschiebung jedoch durch vorzeitige Emeritierung verhindern.
Schreiber war nach Auffassung des Sicherheitsdienstes (SD) ein scharfer Gegner des Nationalsozialismus. Im Januar 1939 durchsuchte die Gestapo sein Haus und beschlagnahmte seine Institute. Er wurde unter Hausarrest gestellt und musste seine publizistische Tätigkeit beenden. Ein vom Oberstaatsanwalt in Münster eröffnetes Verfahren wegen angeblicher Verstöße gegen vermögens- und verwaltungstechnische Vorschriften bei seinen Instituten wurde 1942 eingestellt. Aufgrund einer Warnung tauchte Schreiber nach dem Attentat vom 20. Juli 1944 im Kloster Ottobeuren und in Tirol unter. Er kehrte im Frühsommer 1945 nach Münster zurück.
Von 1945 bis 1946 war Georg Schreiber der erste Nachkriegsrektor der Universität Münster. Als Vorstandsmitglied zahlreicher wissenschaftlicher Organisationen wirkte er am Wiederaufbau der deutschen Wissenschaft mit. Von 1951 bis zu seinem Tod 1963 war er Wissenschaftliches Mitglied des Max-Planck-Instituts für ausländisches öffentliches Recht und Völkerrecht in Heidelberg. Schreiber war von 1946 bis 1962 Vorsitzender der Historischen Kommission für Westfalen. Im Jahr 1961 erhielt er ein Ehrendoktorat der Universität Innsbruck und 1962 die Harnack-Medaille der Max-Planck-Gesellschaft, die für besondere Verdienste um die Gesellschaft vergeben wird.
Der Nachlass Schreibers befindet sich seit 2013 im Universitätsarchiv Münster.

## Historische Arbeiten
Neben seiner politischen Tätigkeit gehörte Schreiber zu den profiliertesten Kultur- und Kirchenhistorikern seiner Generation. Sein 1951 herausgegebenes Werk über das Konzil von Trient gilt bis heute als Standardwerk und wurde nicht ersetzt. Weitere Arbeiten galten der deutschen Verwaltungsgeschichte, aber auch spezielleren kulturhistorischen Themen, wie der Geschichte des Weinbaus in Deutschland und Mitteleuropa. Kirchenhistorisch sind seine Schriften zum Abgabewesen, zur Geschichte der Wunder sowie der Volksfrömmigkeit erwähnenswert. Alle Studien zeichnen sich durch eine damals nicht selbstverständliche Überblendung der verschiedenen Ansätze, vor allem unter Einbeziehung der Volkskunde, aus und machen Schreiber damit zu einem der Vorreiter der interdisziplinären Forschung in Deutschland.

## Schriften
Siehe Rudolf Morsey: Schriftenverzeichnis Georg Schreiber. Alber, München/Freiburg 1953.
- Mutter und Kind in der Kultur der Kirche. Studien zur Quellenkunde und Geschichte der Caritas, Sozialhygiene und Bevölkerungspolitik. Herder, Freiburg im Breisgau 1918.
- Deutsche Kulturpolitik und der Katholizismus. Herder, Freiburg im Breisgau 1922.
- Deutsches Beamtentum und deutsche Kulturpolitik. In: Werner Friedrich Bruck, Heinrich Weber (Hrsg.): Beamtenschaft und Verwaltungsakademie: Festschrift zur Tagung des Reichsverbandes Deutscher Verwaltungsakademien am 1. und 2. Juni 1928 in Münster i. W. und Bochum. Westfälische Vereinsdruckerei, Münster 1928, S. 81–90.
- Das Auslandsdeutschtum als Kulturfrage. Aschendorff, Münster 1929.
- Nationale und internationale Volkskunde. Schwann, Düsseldorf 1930.
- Volkstum und Kulturpolitik: Eine Sammlung von Aufsätzen. Gewidmet Georg Schreiber zum fünfzigsten Geburtstage. Hrsg. von Heinrich Konen und Johann Peter Steffes. Gilde, Köln 1932.
- Deutsche Bauernfrömmigkeit in volkskundlicher Sicht. Schwann, Düsseldorf 1937.
- Die Sakrallandschaft des Abendlandes mit besonderer Berücksichtigung von Pyrenäen, Rhein und Donau. Schwann, Düsseldorf 1937. Digitalisat
- Deutsche Mirakelbücher: Zur Quellenkunde und Sinngebung. Schwann, Düsseldorf 1938.
- Zwischen Demokratie und Diktatur. Persönliche Erinnerungen an die Politik und Kultur des Reiches 1919–1944. Regensbergsche Verlagsbuchhandlung, Münster 1949.
- Iroschottische und angelsächsische Wanderkulte in Westfalen. In: Heinrich Börsting, Alois Schröer (Hrsg.): Westfalia sacra. Quellen und Forschungen zur Kirchengeschichte Westfalens. Bd. 2. Aschendorff, Münster 1950, S. 1–132.
- Das Weltkonzil von Trient. Sein Werden und Wirken. 2 Bände. Herder, Freiburg im Breisgau 1951.
- Deutsche Wissenschaftspolitik von Bismarck bis zum Atomwissenschaftler Otto Hahn. Westdeutscher Verlag, Köln 1954.
- Westdeutsche Charaktere. Daten und Erinnerungen an die Wissenschaftsgeschichte und Sozialpolitik der letzten Jahrzehnte. In: Westfälische Forschungen. Bd. 9, 1956, S. 54–82.
- Deutsche Weingeschichte. Der Wein in Volksleben, Kult und Wirtschaft. Rheinland-Verlag, Köln 1980, ISBN 3-7927-0331-9.